# U.S.バンコープ

企業ロゴ

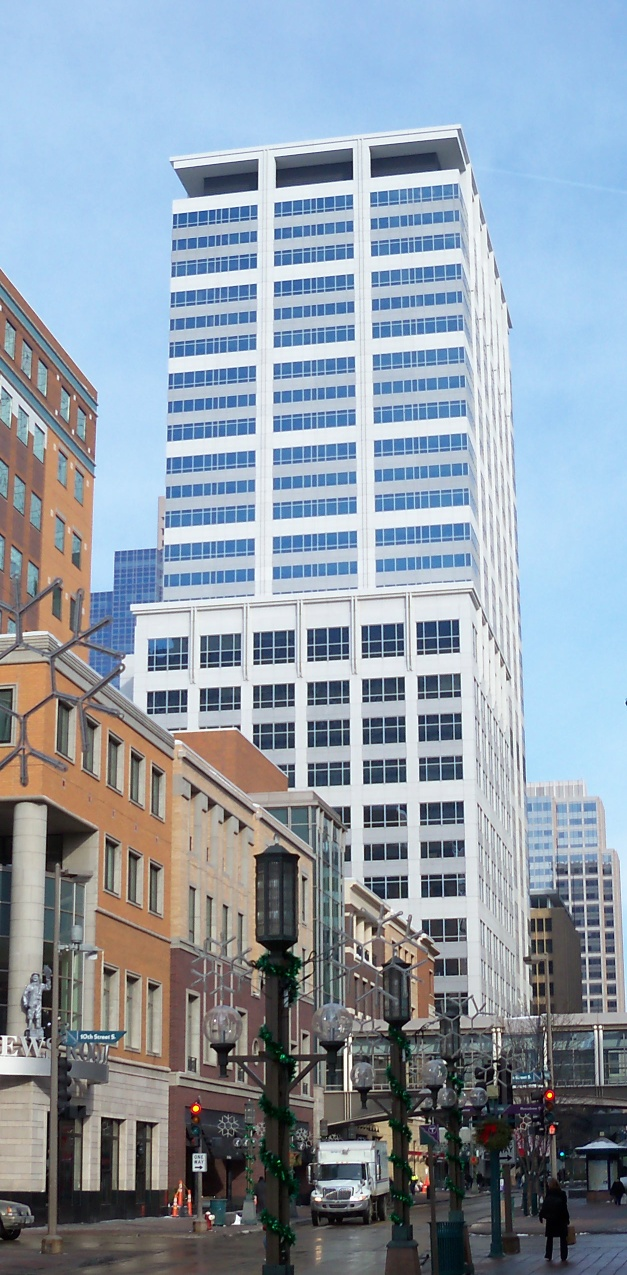
本社

U.S.バンコープ（英: U.S. Bancorp）は、アメリカ合衆国・ミネソタ州・ミネアポリスに本部を置く金融持株会社。保有する銀行の「U.S.バンク」は、アメリカ中西部と西海岸を中心に店舗を展開し、アメリカ最大規模の地方銀行の一つとなっている。ニューヨーク証券取引所上場企業（NYSE: USB）。

## 沿革
U.S.バンコープの組織のルーツは、1853年にウィスコンシン州・ミルウォーキーで事業を開始したFarmer's and Millers Bank（のちにFirstar Corporationに発展）、また南北戦争中の1864年に事業を開始したFirst National Bank of St. Paulや1865年に事業を開始したThe First National Bank of Minneapolisなどにある。後の2つの銀行が1929年にミネアポリスを本拠とするFirst Bank Stock Corporationとして持株会社を形成し、1968年にFirst Bank Systemに改称した。
他方、U.S.バンク（U.S. Bank）の呼称を最初に用いた銀行は、1891年に設立されたオレゴン州のU.S. National Bank of Portlandである。同社は1902年にAinsworth National Bank of Portlandと合併するが、U.S. National Bankの呼称は以後も用いられ、1969年にU.S. Bancorp of Oregonとして銀行持株会社となったのち、ワシントン州やオレゴン州の銀行を続々と買収し、1988年以降はカリフォルニア州の銀行買収を始めた。
1997年にFirst Bank SystemはU.S. Bancorp of Oregonを買収、本部および主導権をFirst Bank System側が持つと共にU.S. Bancorpの名称を引き継ぐことが買収成立の条件とされ、買収と共にFirst Bank SystemはU.S.バンコープに改称した。2000年10月、今度はFarmer's and Millers Bankの後身であるFirstar CorporationがU.S.バンコープの買収を発表、再びU.S.バンコープの名称を引き継ぐことが買収成立の条件とされ、買収と共にFirstar CorporationはU.S.バンコープに改称したが、本部はミネアポリスとされた。
その後も2008年にバンク・オブ・ニューヨーク・メロンからロサンゼルス周辺の店舗をまとめて買収するなど、規模の拡大が続いている。2018年、資金洗浄対策を怠ったとされ、アメリカ司法省により6億1,300万ドルの罰金を科された。
U.S.バンコープの保有するU.S.バンクでは現在、投資、住宅ローン、信託など各種の金融商品を販売している。なお、クレジットカード決済処理業務を行うElavon Inc.も子会社として保有している。同社はアトランタに本拠を置くNova CorporationをU.S.バンコープが2001年に買収し傘下におさめたのち、2008年に社名変更を行い現在に至っている。
2021年、日本の都市銀行大手である三菱UFJフィナンシャル・グループ（三菱UFJ）は傘下の地方銀行でカリフォルニア州を拠点とするユニオン・バンクを本企業に売却すると表明。2022年12月1日にユニオン・バンクの買収が完了した。その際に三菱UFJはユニオン・バンク譲渡の対価として、55億ドルとU.S.バンコープの株式約3%分（株式約4400万株）を受け取っているため、三菱UFJとの資本関係が生じている。

## ギャラリー

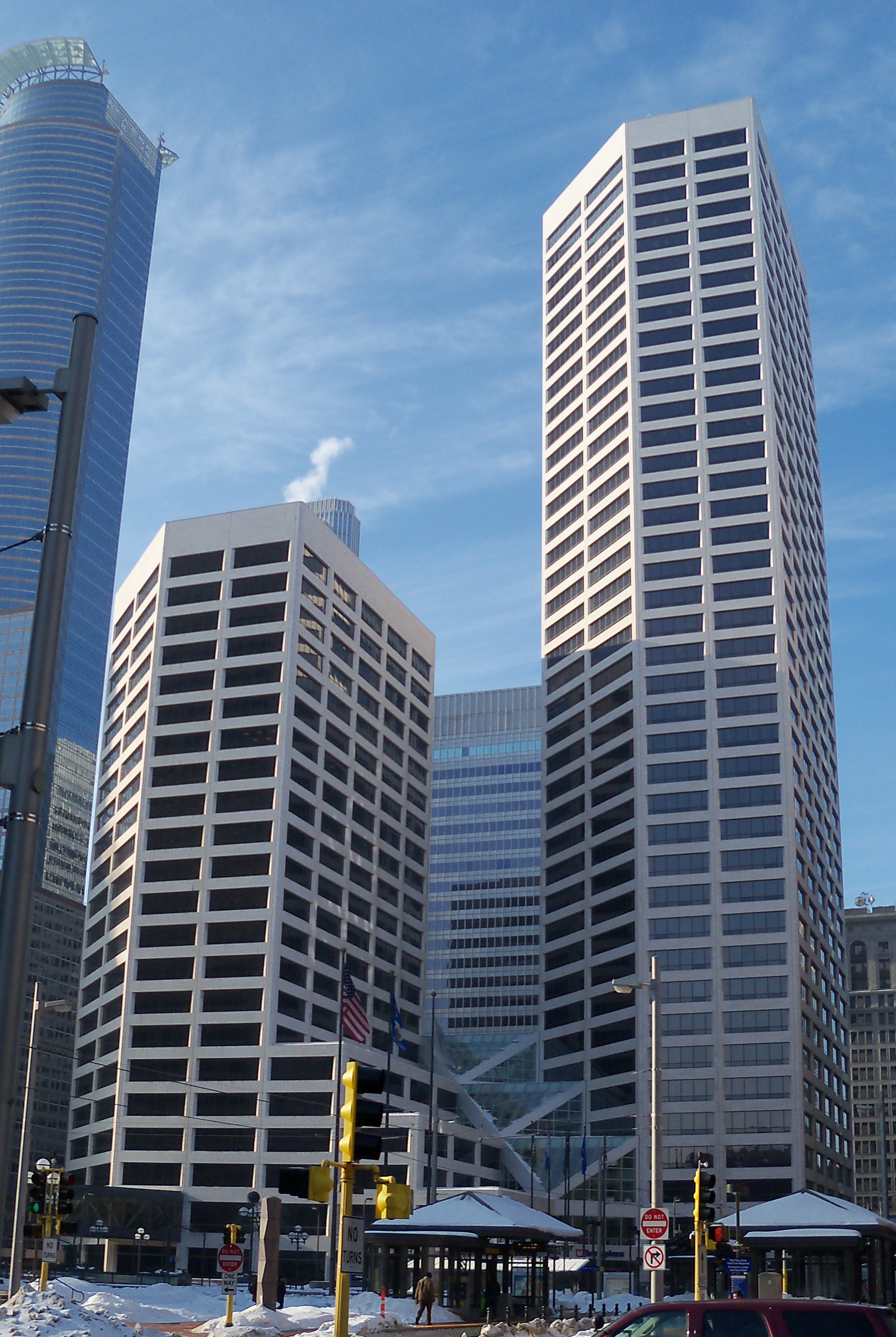
ミネアポリスのU.S.バンクプラザ
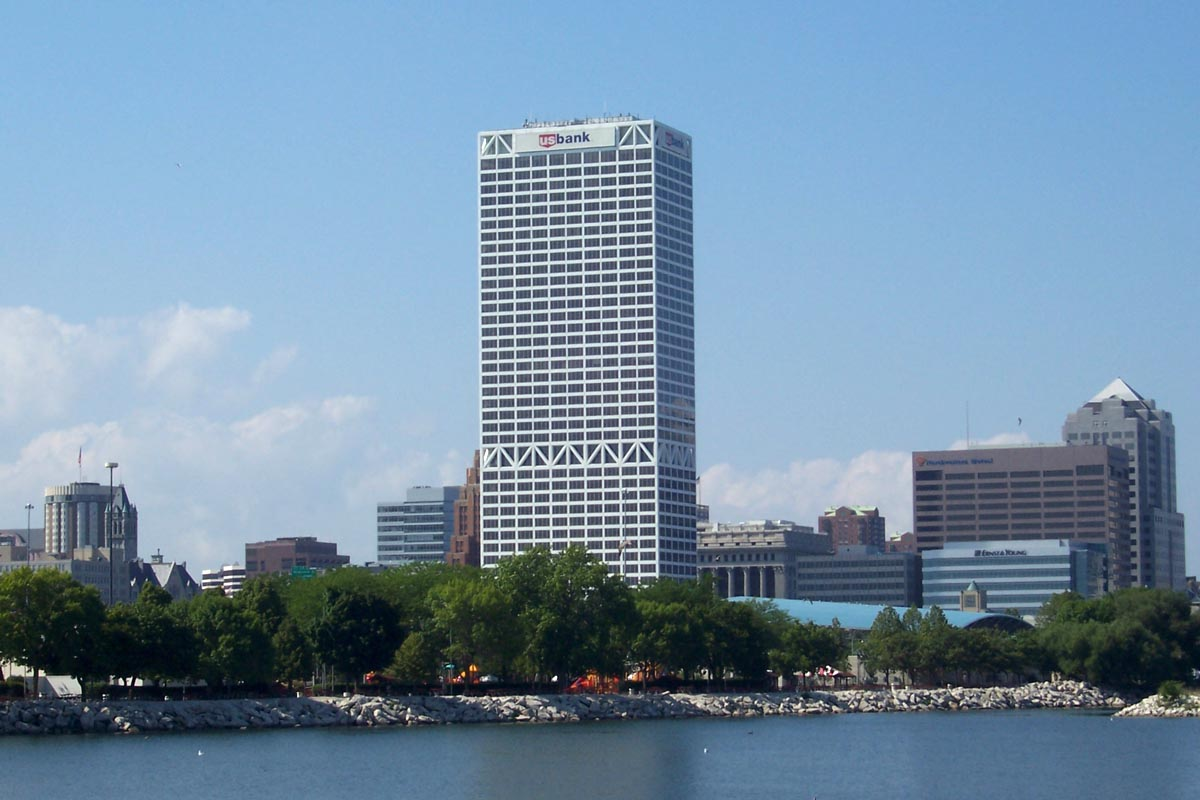
ミルウォーキーのU.S.バンクセンター
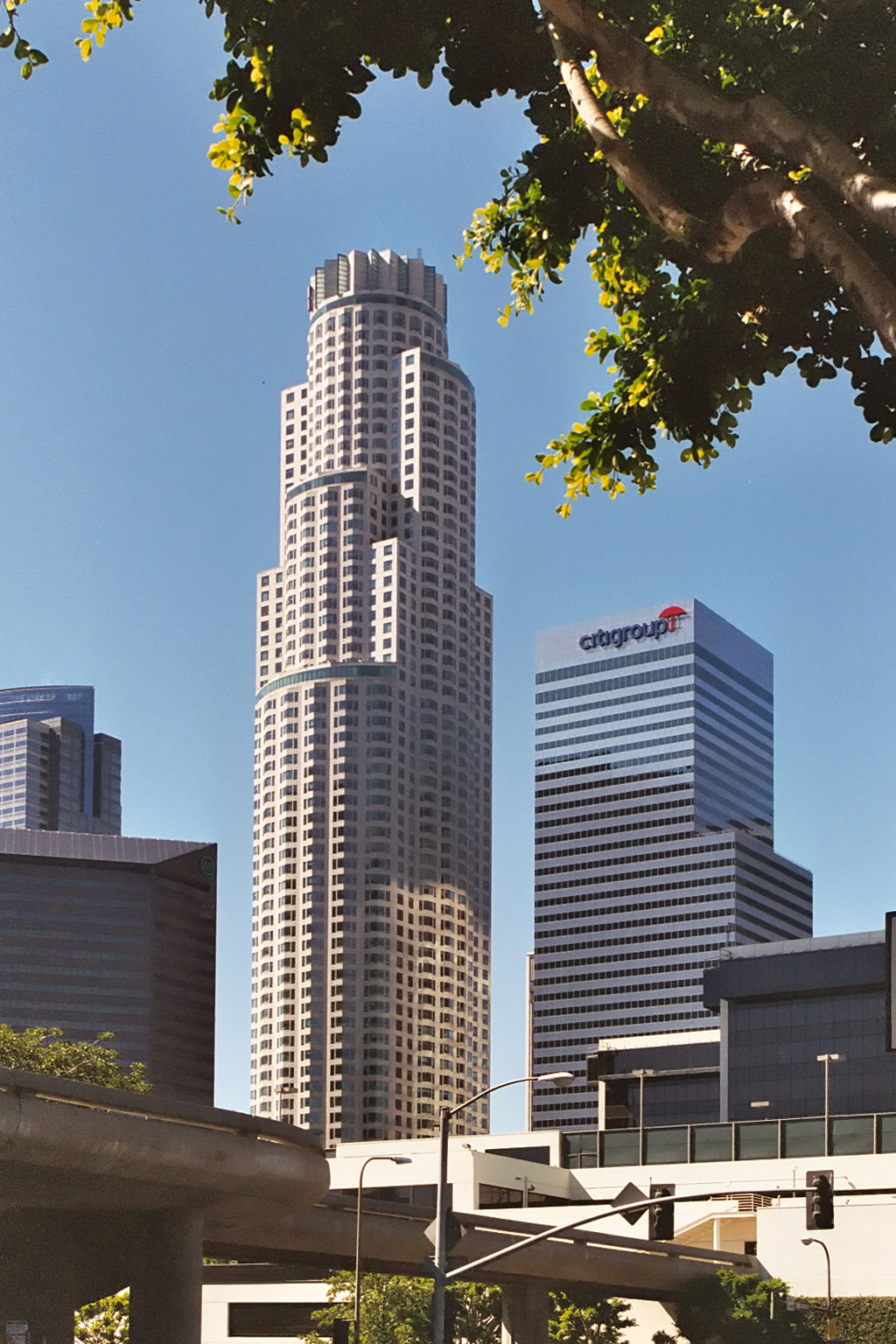
ロサンゼルス有数の高層建築、U.S.バンクタワー
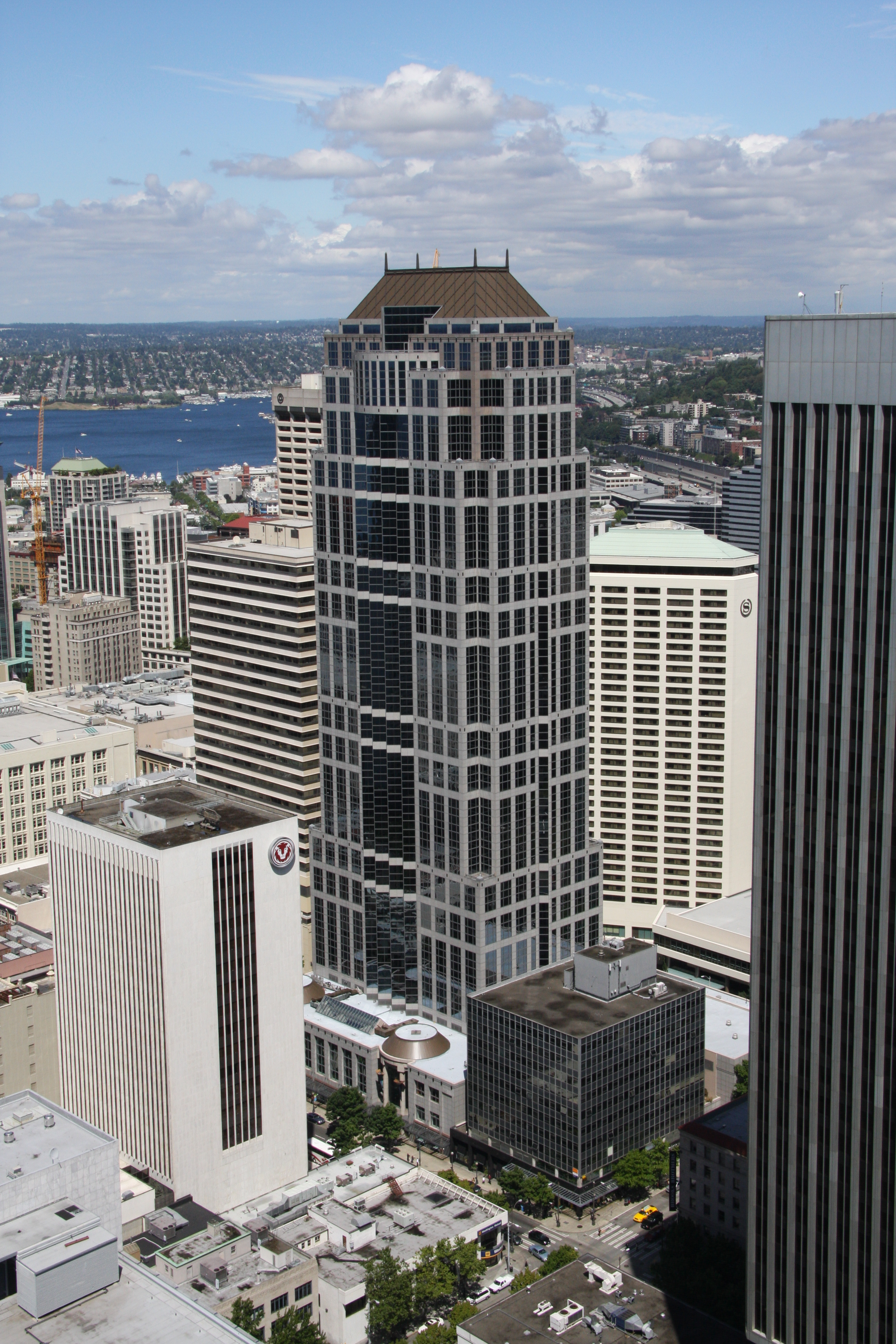
シアトルのU.S.バンクセンター
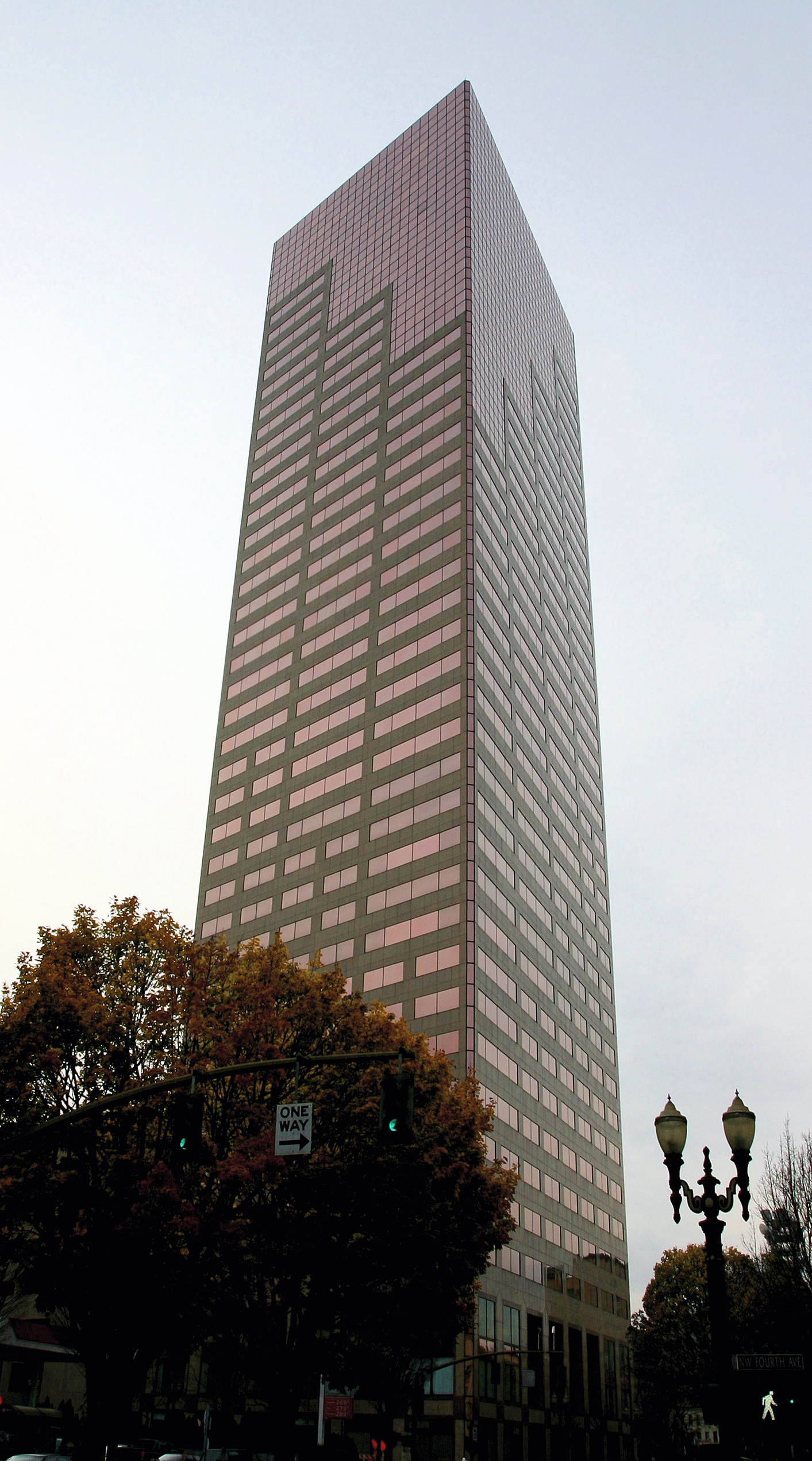
ポートランドのU.S.バンコープタワー
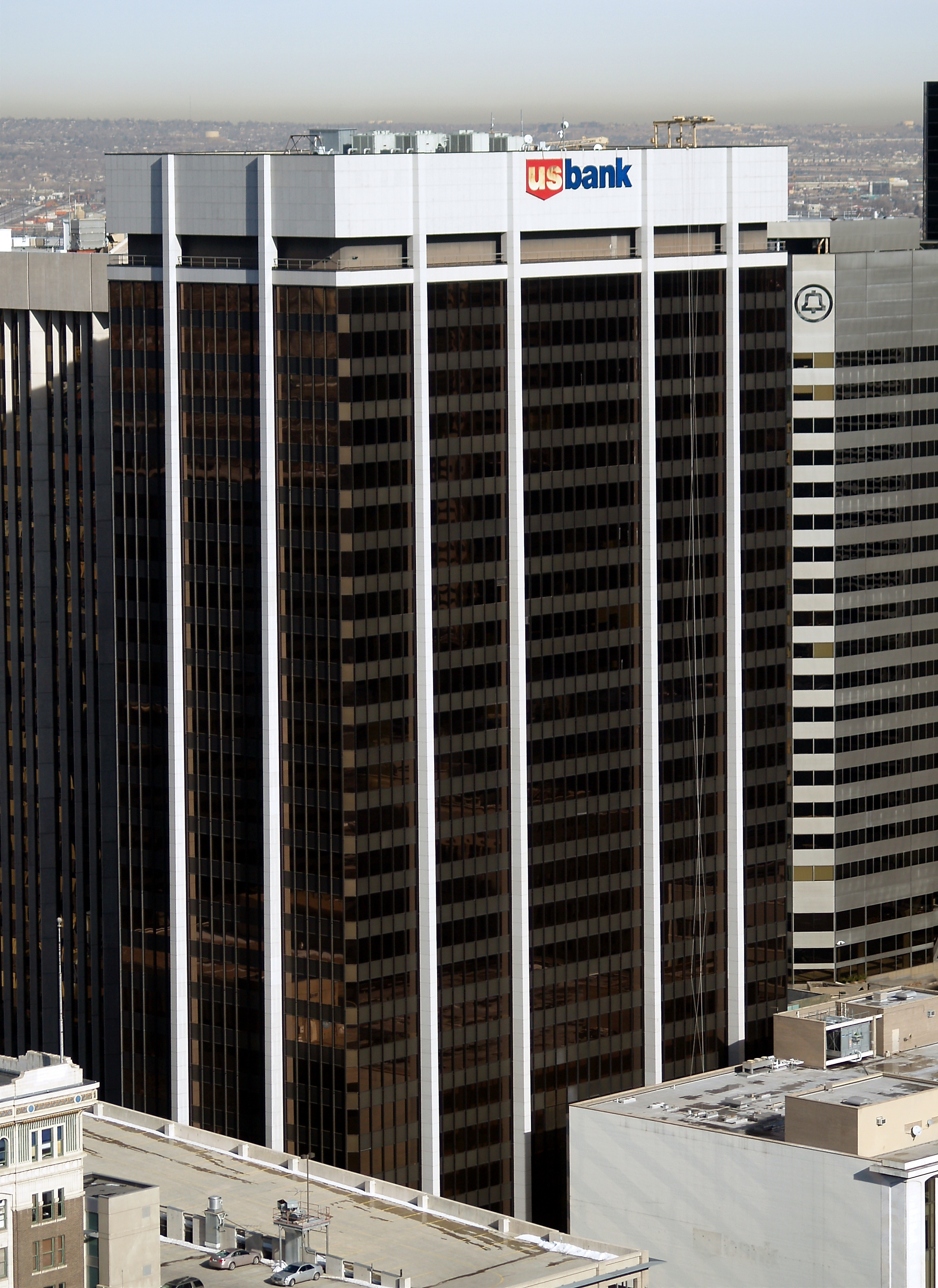
ミノル・ヤマサキの設計で知られる、デンバーのU.S.バンクタワー
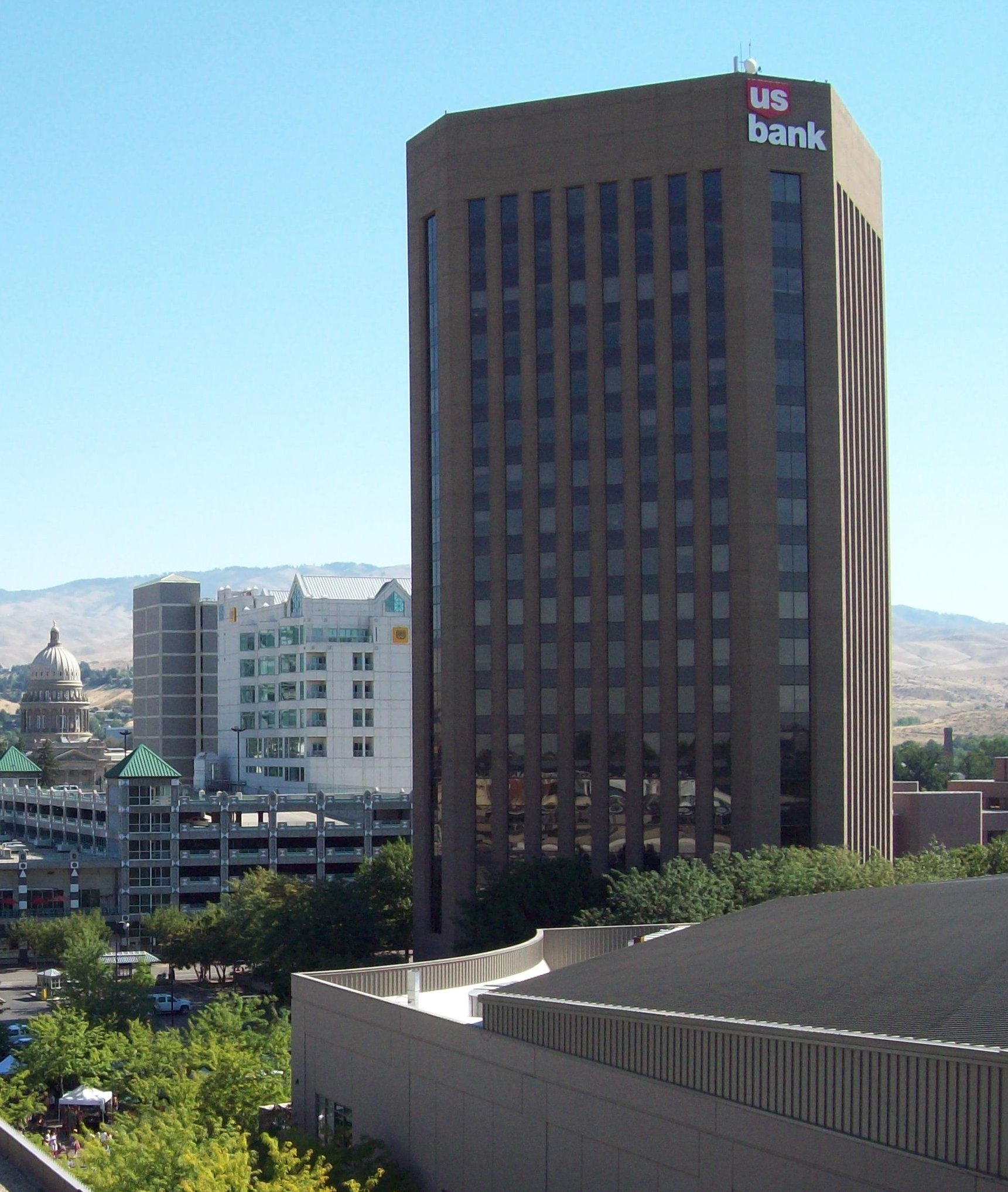
アイダホ州・ボイシのU.S.バンクプラザ